# Tanjungrejo (Buluspesantren)
Tanjungrejo is een bestuurslaag in het regentschap Kebumen van de provincie Midden-Java, Indonesië. Tanjungrejo telt 1708 inwoners (volkstelling 2010).